# فرنك بازل
فرنك بازل (بالألمانية: Franken) و(بالفرنسية: franc)‏ هو عملة سويسرية من كانتون بازل استخدمت بين عامي 1798-1850.

## التاريخ
كان الفرنك عملة الجمهورية الهلفتيكية منذ العام 1798، ليحل محل ثالر بازل. توقفت الجمهورية الهلفتيكية عن إصدار النقود في 1803. أصدرت بازل النقود بين 1805 و 1826 حيث ينقسم فرنك بازل إلى 10 باتزن وكل منها 10 رابن. في عام 1850، قدم الفرنك السويسري حيث 1½ فرنك سويسري = 1 فرنك بازل.

## القطع المعدنية
صدرت قطع معدنية من فئات 1 و2 و5 رابن و1½ باتزن و3 و5 باتزن فضية. كلها حملت شعار الكانتون.